# Observatoire de Marseille
L’Observatoire de Marseille est un observatoire astronomique professionnel situé à Marseille (Bouches-du-Rhône), dont l'origine remonte au début du XVIIIe siècle. L'Observatoire de Marseille a été regroupé en 2000 avec le Laboratoire d'astronomie spatiale (LAS) pour former le Laboratoire d'astrophysique de Marseille (LAM).

## Histoire
Les prémices de l'observatoire de Marseille remontent à 1702 et à l'installation au collège de Sainte-Croix, Montée des Accoules, dans le quartier des Accoules d'un observatoire fourni en instruments par une subvention royale, le premier directeur est un jésuite, Antoine Laval. De 1718 à 1729 l'observatoire est inactif, Laval étant parti à Toulon. L'arrivée du père Esprit Pézenas (1692-1776) lui donne un souffle nouveau. La même année, l'observatoire devient observatoire royal de la marine lui donnant une portée nationale. Sous la direction de Pézenas, deux astronomes adjoints sont embauchés et du nouveau matériel est ajouté, en particulier un télescope de six pieds de foyer et un pied d'ouverture. Pézenas perd son poste lors de l'expulsion des jésuites de France en 1763.
Saint-Jacques de Silvabelle (1722-1801) lui succède, à son arrivée l'observatoire est pauvre en instruments, Laval en a déjà emporté une partie, Pézenas le reste excepté ceux marqués aux armes du roi, Silvabelle reconstitue le fonds d'instruments, il travaille et publie sur la réfraction atmosphérique, la vérification des surfaces des miroirs de télescopes, le diamètre de Jupiter, son aplatissement et la durée de sa rotation, le transit de Vénus de 1769. Les vingt dernières années de Silvabelle à l'observatoire sont entachées par de multiples conflits provoqués par Mourraille, secrétaire perpétuel de la classe des sciences. En 1789, on peut noter le passage de Jean-Louis Pons, d'abord concierge de l'observatoire, puis astronome adjoint en 1813.
Joseph Thulis (1768-1810) succède à Silvabelle, dans la pratique, il exerce déjà les fonctions de directeur depuis que l'âge de Silvabelle l'en empêche, c'est sous sa direction que l'observatoire découvre de nombreuses comètes, 18 découvertes, toutes par Pons. C'est aussi sous la direction de Thulis que l'observatoire commence à publier régulièrement. Il tient des registres des observations, outre ses travaux astronomiques on peut y trouver vingt ans d'observations météorologiques ininterrompues.
Jean-Jacques Blanpain (1777-1843) prend ensuite la tête de l'observatoire. Il continue les observations mais de graves difficultés matérielles grèvent son travail. Le matériel est obsolète et la production scientifique diminue, son caractère entier lui est défavorable et il est révoqué en 1822.
Jean-Félix Adolphe Gambart (1800-1836), découvre 16 comètes et effectue de nombreuses observations d'occultations d'étoiles et d'éclipses des satellites de Jupiter.
Benjamin Valz (1787-1867), astronome très actif propose un plan de recherche systématique des petites planètes et ce sont sur ses conseils que 32 astéroïdes sont découverts à l'observatoire par Jean Chacornac, Jérôme Eugène Coggia et Ernst Wilhelm Tempel.
La fin de la direction de Valz marque une étape importante dans la vie de l'observatoire, son transfert de la maison Sainte-Croix au plateau de Longchamps. Charles Simon puis Auguste Voigt occupent le poste de directeur intérimaire de 1862 à 1865, à cette date Édouard Stephan le remplace mais seulement comme directeur adjoint de Urbain Le Verrier, en effet l'observatoire est rattaché à celui de Paris et est nommé Observatoire de Paris et Marseille, cette disposition s'avère peu pratique et en 1873 il reprend son autonomie, toujours sous la direction de Stephan, poste qu'il occupe jusqu'en 1907. Le matériel est entièrement renouvelé avec en particulier un télescope de 0,8 m. C'est l'occasion d'une petite campagne photographique qui recense les bâtiments et les instruments les plus importants de l'époque. C'est à cette époque qu'est découverte le quintette de Stephan et de nombreux objets que Stephan qualifie de nébuleuses. La nature extragalactiques de ces objets ne sera découverte qu'en 1924 par Edwin Hubble.
De 1916 à 1968, l'observatoire publie le Journal des observateurs. Dans les années 1950 et 60, l'ESO se développe, cette période marque la fin de l'astronomie d'observation à Marseille, l'équipe d'astronomie spatiale se détache et forme le Laboratoire d'Astronomie Spatiale de Marseille (LAS).
En 2000, l'observatoire de Marseille et le LAS fusionnent pour devenir le Laboratoire d'astrophysique de Marseille (LAM). Le LAM, l'observatoire de Haute-Provence et le département Gassendi sont fédérés dans la structure Observatoire Astronomique de Marseille-Provence.

## Directeurs
- Antoine Laval, 1702-1728 ;
- Esprit Pézenas, 1729-1763 ;
- Saint-Jacques de Silvabelle, 1763-1801 ;
- Jacques-Joseph Thulis, 1801-1810 ;
- Jean-Jacques Blanpain, 1810-1821 ;
- Jean-Félix Adolphe Gambart, 1821-1836 ;
- Benjamin Valz, 1836-1860 ;
- Charles Simon, dit Darembert, du 18 juillet 1861 à octobre 1863[1] ;
- Auguste Voigt, d'octobre 1863 au 10 octobre 1865[4] ;
- Édouard Stephan, 1866-1907 ;
- Henry Bourget, 1907-1921 ;
- Henri Buisson, (directeur intérimaire) 1921-1923 ;
- Jean Bosler, 1923-1948 ;
- Charles Fehrenbach, 1948-1971 ;
…
- James Lequeux, 1983-1988 ;
…
- Roger Malina, 2008-

## Hommage
L'astéroïde (64) Angelina a été nommé en l'honneur de cette station, sous son nom familier; nom choisi par Benjamin Valz alors directeur de l'observatoire.

## Sources et références
Sources
- Chronologie ;
- Histoire de l'observatoire au XVIIIe et XIXe siècles ;
- Histoire de l'observatoire de Marseille.

Références
1. 1 2  [PDF] Dictionnaire des Astronomes Français 1850-1950 : lettre S, page 18/32, publié le 24 août 2016 sur le site de l'observatoire de Haute-Provence (consulté le 8 juin 2019)
2. ↑  Télescope de Foucault de l'observatoire de Marseille, publié sur le site de l'Observatoire de Paris (consulté le 8 juin 2019)
3. ↑  département Gassendi
4. ↑  [PDF] Dictionnaire des Astronomes Français 1850-1950 : lettres U et V, page 18/32, publié le 24 août 2016 sur le site de l'observatoire de Haute-Provence (consulté le 8 juin 2019)